# 交響組曲「ドラゴンクエストV」天空の花嫁
『交響組曲「ドラゴンクエストV」天空の花嫁』（こうきょうくみきょく ドラゴンクエストファイブ てんくうのはなよめ）は、日本の作曲家であるすぎやまこういちによるスーパーファミコン用ロールプレイングゲーム『ドラゴンクエストV 天空の花嫁』（1992年）のサウンドトラック。英題は『SYMPHONIC SUITE DRAGON QUEST V』（シンフォニック・スイート・ドラゴンクエストファイブ）。
1992年10月21日にアポロンのcompusicレーベルからリリースされ、作曲と指揮はすぎやま、演奏はNHK交響楽団、コンサートマスターは徳永二男がそれぞれ務めた。

## 構成
エニックス（現・スクウェア・エニックス）よりリリースされているコンピュータRPG『ドラゴンクエストシリーズ』の第5作『ドラゴンクエストV 天空の花嫁』（1992年）のサウンドトラックとして発表され、NHK交響楽団の演奏による『オーケストラ・ヴァージョン』、スーパーファミコンの音源で、チャプターなしのメドレー形式からなる『オリジナル・ヴァージョン』の2部構成となっている。

## ディスクジャケット
アポロン盤のディスクジャケットは、『ドラゴンクエストV 天空の花嫁』のパッケージイラストをアレンジしたものになっている。
後述のSUGIレーベル盤は、『ドラゴンクエストV 天空の花嫁』をイメージした写真に差し替えられている。

## リリース
1992年10月21日にアポロンのcompusicレーベルからCD（2枚組）とCT（2本組）の2形態でリリースされた。初回限定特典として、ドラクエV スペシャルBOXと称した特殊ケース仕様に『ドラゴンクエストV 天空の花嫁』の大型アイロンプリント、ロゴステッカー、収録曲の譜面がそれぞれ同梱されている。
2009年10月7日にキングレコードのSUGIレーベルから再リリースされた。その際、前述の通りディスクジャケットが差し替えられているうえ、『オリジナル・ヴァージョン』の収録が見送られたため、CD1枚のみとなっている。

## チャート成績、受賞経歴
本作は、オリコンのアルバムチャート（1992年11月2日付）において最高第3位を獲得し、登場週数6回、売り上げ枚数は13.1万枚となった。

## 批評
| 専門評論家によるレビュー | 専門評論家によるレビュー |
| レビュー・スコア         | レビュー・スコア         |
| 出典                     | 評価                     |
| ------------------------ | ------------------------ |
| CDジャーナル             | 肯定的                   |

CDジャーナルは、「今回はゲーム本編の内容に即し、神秘的なイメージの楽曲が多いようだ」としたうえで「例によって音楽のみでも壮大な冒険のイメージを味わえる1枚と言えるだろう」と全体を通して肯定的な評価を下している。

## 収録曲
| 全作曲: すぎやまこういち。 | |       |                  |      |
| #                          | タイトル | 作詞  | 作曲・編曲       | 時間 |
| 1.                         | 「序曲のマーチ」(OVERTURE) |       | すぎやまこういち | 1:59 |
| 2.                         | 「王宮のトランペット」(CASTLE TRUMPETER) |       | すぎやまこういち | 2:21 |
| 3.                         | 「街角のメロディ〜地平の彼方へ〜カジノ都市〜街は生きている〜街角のメロディ」(MELODY IN AN ANCIENT TOWN〜TOWARD THE HORIZON〜CASINO〜LIVELY TOWN〜MELODY IN AN ANCIENT TOWN) |       | すぎやまこういち | 7:50 |
| 4.                         | 「空飛ぶ絨毯〜大海原へ」(MAGIC CARPET〜THE OCEAN) |       | すぎやまこういち | 7:39 |
| 5.                         | 「愛の旋律」(MELODY OF LOVE) |       | すぎやまこういち | 3:00 |
| 6.                         | 「洞窟に魔物の影が〜死の塔〜暗黒の世界〜洞窟に魔物の影が」(MONSTERS IN THE DUNGEON〜TOWER OF DEATH〜DARK WORLD〜MONSTERS IN THE DUNGEON)                                    |       | すぎやまこういち | 6:20 |
| 合計時間:                  | 合計時間: | 29:09 |                  |      |

| 全作曲: すぎやまこういち。 |                                                                                        |       |                  |      |
| #                          | タイトル                                                                               | 作詞  | 作曲・編曲       | 時間 |
| 1.                         | 「戦火を交えて〜不死身の敵に挑む」(VIOLENT ENEMIES〜ALMIGHTY BOSS DEVIL IS CHALLENGED) |       | すぎやまこういち | 5:44 |
| 2.                         | 「高貴なるレクイエム〜聖(ひじり)」(NOBLE REQUIEM〜SAINT)                               |       | すぎやまこういち | 5:53 |
| 3.                         | 「大魔王」(SATAN)                                                                      |       | すぎやまこういち | 4:52 |
| 4.                         | 「天空城」(HEAVEN)                                                                     |       | すぎやまこういち | 2:56 |
| 5.                         | 「結婚ワルツ」(BRIDAL WALTZ)                                                           |       | すぎやまこういち | 3:39 |
| 合計時間:                  | 合計時間:                                                                              | 23:04 |                  |      |

| 全作曲: すぎやまこういち。 | |           |                  |                                        |       |
| #                          | タイトル | 作詞      | 作曲・編曲       | 備考                                   | 時間  |
| 1.                         | 「ドラゴンクエストV 天空の花嫁 〜ゲーム・オリジナル・サウンド・ストーリー〜 (前半)」(DRAGONQUEST V GAME ORIGINAL SOUND STORY) |           | すぎやまこういち | - 構成: 中村光一(チュンソフト) - 協力: | 21:00 |
| 合計時間:                  | 合計時間: | 合計時間: | 21:00            |                                        |       |

| #         | タイトル | 作詞      | 作曲・編曲 | 備考                                   | 時間  |
| --------- | --- | --------- | ---------- | -------------------------------------- | ----- |
| 1.        | 「ドラゴンクエストV 天空の花嫁 〜ゲーム・オリジナル・サウンド・ストーリー〜 (後半)」(DRAGONQUEST V GAME ORIGINAL SOUND STORY) |           |            | - 構成: 中村光一(チュンソフト) - 協力: | 22:05 |
| 合計時間: | 合計時間: | 合計時間: | 22:05      |                                        |       |

## クレジット

### スタッフ
| 企画・監修: すぎやまこういち |

| プロデューサー: |  | - 大原啓志郎 - 椙山之子 (スギヤマ工房) |

| ディレクター: |  | - 増渕正義 - 武井修 |

| コーディネーター: 市川武 (ハーモニー) |

| レコーディング・エンジニア: |  | - オーケストラ版 行方洋一 (ビデオサンモール) - オリジナル版 清水達夫 |

| マスタリング: 小林清恭 |

| オリジナル版ストーリー: |  | - 中村光一 (チュンソフト) - 山森丈範 (チュンソフト) |

| デザイン: 杉田裕治 |

| スペシャル・サンクス: |  | - 千田幸信 (エニックス) - 山岸功典 (エニックス) - 山名学 (チュンソフト) |

| ベリー・スペシャル・サンクス: 株式会社エニックス |

| 音楽制作: スギヤマ工房 |

| 録音日・場所: |  | - 1992年4月6日〜4月7日 サウンド・イン・スタジオ - 6月11日 ビデオサンモール - 6月18日､8月5日〜8月6日 アポロンスタジオ |

### DRAGONQUEST V RECORDING INSTRUMENTS
- 〈RECORDING STUDIO〉
- SOUND INN STUDIO #A

| Mixing Console SSL SL-4056 G-57-BG-GPR                    |
| Monitor Amplifier AMCRON PS-400, DC300A, YAMAHA PC5002M   |
| Monitor Speakers QUESTED 0412, YAMAHA NS-10M, AURATONE 5C |
| Digital Audio Processor SONY PCM3348                      |

| Microphones |  | - Neumann U-87i, M-269, U67, M49C, U-47fet - B & K 4006P - Schoeps: CMC54U, CMC55U - Sennheiser, MD-421U, MD-441U - AKG, C-451E, SM58 |

- 〈MIX DOWN STUDIO〉
- VIDEO SUNMALL AUDIO SUTTE

| Mixing Console SSL SL-4048 G-48-VU                    |
| Monitor Amplifier Boulder500AE, dbx BX-1, AB9420A     |
| Monitor Speakers Rey Audio RM-6V, KRK703, AURATONE 5C |
| Digital Audio Processor SONY PCM3348                  |
| Master Recorder STUDER A80 Mk4 1/2                    |

- 〈MASTERING〉
- APOLLON STUDIO

| - Wadia WA4000 - PCM-1630 - DMR-4000 - DAE-1100 PCM DIGITAL AUDIO EDITOR |

## リリース日一覧
| No. | リリース日    | レーベル                      | 規格 | 規格品番  | 最高順位 | 備考                                                                                         | 出典  |
| --- | ------------- | ----------------------------- | ---- | --------- | -------- | -------------------------------------------------------------------------------------------- | ----- |
| 1   | 1990年3月13日 | アポロン / compusic           | CD   | APCG-9004 | 3位      | - 2枚組 - 特典: - ドラクエV スペシャルBOX - 大型アイロンプリント - ロゴステッカー - 全曲譜面 | [ 5 ] |
| 1   | 1990年3月13日 | アポロン / compusic           | CT   | APTG-9004 | 3位      | - 2本組 - 特典: - ドラクエV スペシャルBOX - 大型アイロンプリント - ロゴステッカー - 譜面     |       |
| 2   | 2009年10月7日 | キングレコード / SUGIレーベル | CD   | KICC-6324 |          | - 再発盤 - 『オリジナル・ヴァージョン』のみ未収録                                            | [ 3 ] |